# Medida exterior
Em matemática, uma medida exterior é uma função que associa a cada subconjunto de um dado conjunto um número real estendido não-negativo.
Uma teoria geral de medidas exteriores foi primeiramente introduzida pelo matemático grego Constantin Carathéodory com o objetivo de prover uma base para a teoria dos conjuntos mensuráveis  e sigma-aditividade. O trabalho de Carathéodory em medidas exteriores encontra diversas aplicações na teoria da medida. O conceito de dimensão de Hausdorff foi construído com base em uma medida exterior, a medida de Hausdorff.

## Definição
Seja X um conjunto e {\displaystyle 2^{X}\,}, a família de todos os seus subconjuntos. Um função {\displaystyle \varphi \,}
{\displaystyle \varphi :2^{X}\to [0,\infty ]\,}
é dita uma medida exterior se satisfizer as seguintes propriedades:
- O conjunto vazio tem medida exterior 0 (conjunto de medida zero).

{\displaystyle \varphi (\varnothing )=0}
- Monotonicidade

{\displaystyle A\subseteq B\Rightarrow \varphi (A)\leq \varphi (B)}
- Sub-aditividade contável : para cada família contável  {Aj} de subconjuntos of X (não necessarimente disjuntos dois a dois)

{\displaystyle \varphi \left(\bigcup _{j=1}^{\infty }A_{j}\right)\leq \sum _{j=1}^{\infty }\varphi (A_{j})}

## Mensurabilidade no sentido de Carathéodory
Define-se um conjunto mensurável no sentido de Carathéodory da seguinte forma:
Um subconjunto E de X é φ-mensurável (ou Carathéodory-mensurável por φ) se e somente se para cada suconjunto A de X, vale a relação:
{\displaystyle \varphi (A)=\varphi (A\cap E)+\varphi (A\setminus E).}

### Teorema
Os conjuntos φ-measuráveis formam uma σ-algebra e φ restrito aos conjuntos mensuráveis é uma medida (matemática) completa e sigma-aditiva.